# Foss distrikt
Foss distrikt är ett distrikt i Munkedals kommun och Västra Götalands län. 
Distriktet ligger i och omkring Munkedal. 

## Tidigare administrativ tillhörighet
Distriktet inrättades 2016 och utgörs av socknen Foss i Munkedals kommun. 
Området motsvarar den omfattning Foss församling hade vid årsskiftet 1999/2000.